# Polytéréphtalate de butylène
Le poly(téréphtalate de butylène) ou PBT , parfois francisé de manière impropre en « polybutylène téréphtalate », est un polymère thermoplastique faisant partie de la famille des polyesters. Ce polymère semi-cristallin couramment transformé par injection est obtenu par polycondensation de l'acide téréphtalique et du butane-1,4-diol.
Comme tous les polyesters, le PBT est très sensible à l'hydrolyse à l'état fondu. Celle-ci est provoquée par l'humidité présente dans la matière qui se transforme en vapeur d'eau lors de la mise en œuvre. Cette réaction entraine une coupure des chaînes macromoléculaires réduisant ainsi leur masse molaire. Il est impératif de sécher correctement la matière avant sa transformation. De plus, la reprise d'humidité superficielle est très rapide, des trémies dessicatrices sont utilisées.

## Propriétés
Les principales caractéristiques du PBT sont :
- de bonnes propriétés (isolante) électriques ;
- une excellente tenue à la chaleur ;
- un excellent aspect de surface ;
- une bonne stabilité dimensionnelle ;
- une bonne tenue aux agents chimiques ;
- un bon comportement vis-à-vis des frottements et en fatigue.

## Applications
Les principales applications du PBT sont :
- pièces isolantes pour température et contrainte élevées ;
- boîtiers de contacteurs ;
- interrupteurs ;
- électroménager ;
- engrenages ;
- boutons de chemise ;
- pinceaux de peinture et de maquillage (Taklon).